# 杨建武
杨建武（1966年4月—），男性，汉族，江苏如皋人，1987年加入中国共产党。中华人民共和国地方官员。

## 生平
杨建武早年在南京工学院、南京航空学院就读，毕业后进入国有企业南京晨光机器厂（南京晨光集团有限责任公司）任职，曾担任航天晨光党委书记，总经理、党委副书记。
2016年8月，杨建武从江苏前往甘肃，担任中共金昌市委副书记、市人民政府市长。2020年9月，转任甘肃省生态环境厅厅长、党组书记。
2022年8月，杨建武与苏君职务对调，杨担任中共白银市委书记，而后者则接替他担任中共甘肃省生态环境厅党组书记。
2023年1月，杨建武当选为第14届全国人大甘肃省代表团代表。